# Astana Pro Team/2019
Deze pagina geeft een overzicht van de Astana Pro Team UCI World Tour wielerploeg in 2019.

## Algemeen

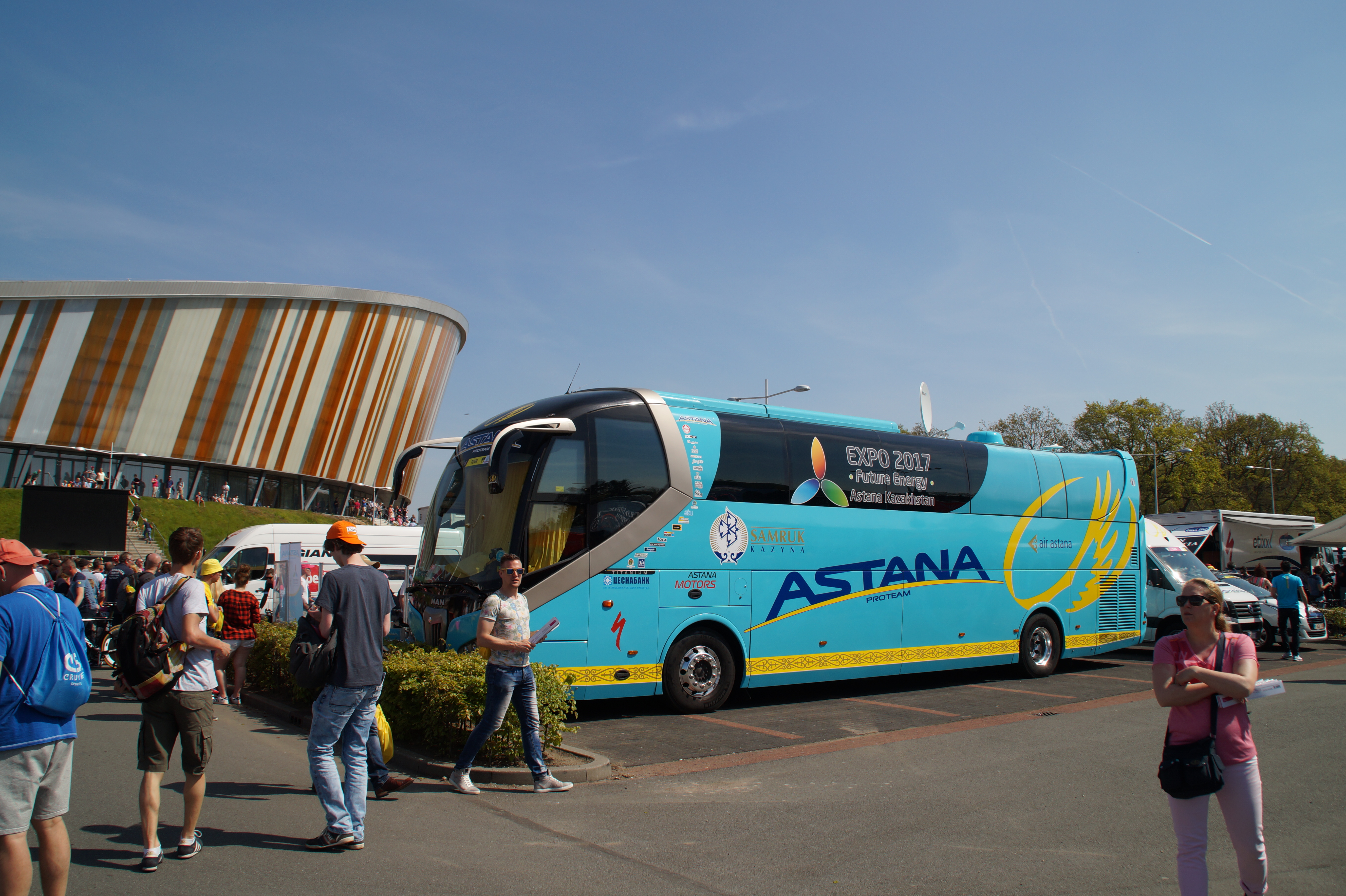
De ploegbus

Algemeen manager: Aleksandr Vinokoerov
Teammanager: Dmitri Fofonov
Ploegleiders: Bruno Cenghialta, Sergej Jakovlev, Giuseppe Martinelli, Lars Michaelsen, Alexander Schefer, Dimitri Sedoen, Stefano Zanini
Fietsen: Argon18

## Renners
| Naam               | Geboortedatum | Nationaliteit | Ploeg 2018                                        |
| ------------------ | ------------- | ------------- | ------------------------------------------------- |
| Davide Ballerini   | 21-09-1994    | Italië        | Androni Giocattoli-Sidermec                       |
| Peio Bilbao        | 25-02-1990    | Spanje        |                                                   |
| Jandos Bïjigitov   | 10-06-1991    | Kazachstan    |                                                   |
| Manuele Boaro      | 12-03-1987    | Italië        | Bahrain-Merida                                    |
| Hernando Bohórquez | 22-06-1992    | Colombia      | Manzana Postobón Team                             |
| Dario Cataldo      | 17-03-1985    | Italië        |                                                   |
| Rodrigo Contreras  | 03-04-1994    | Colombia      | EPM                                               |
| Magnus Cort        | 16-01-1993    | Denemarken    |                                                   |
| Laurens De Vreese  | 29-09-1988    | België        |                                                   |
| Daniil Fominykh    | 28-08-1991    | Kazachstan    |                                                   |
| Omar Fraile        | 17-07-1990    | Spanje        |                                                   |
| Jakob Fuglsang     | 22-03-1985    | Denemarken    |                                                   |
| Jevgenï Gïdïç      | 19-05-1996    | Kazachstan    |                                                   |
| Jonas Gregaard     | 30-07-1996    | Denemarken    | Riwal CeramicSpeed Cycling Team, (tot 1 augustus) |
| Dmitri Groezdev    | 13-03-1986    | Kazachstan    |                                                   |
| Jan Hirt           | 21-01-1991    | Tsjechië      |                                                   |
| Hugo Houle         | 27-09-1990    | Canada        |                                                   |
| Gorka Izagirre     | 07-10-1987    | Spanje        | Bahrain-Merida                                    |
| Ion Izagirre       | 04-02-1989    | Spanje        | Bahrain-Merida                                    |
| Merhawi Kudus      | 23-01-1994    | Eritrea       | Team Dimension Data                               |
| Aleksej Loetsenko  | 07-09-1992    | Kazachstan    |                                                   |
| Miguel Ángel López | 04-02-1994    | Colombia      |                                                   |
| Ywrïy Natarov      | 28-12-1996    | Kazachstan    | Astana City                                       |
| Luis León Sánchez  | 24-11-1983    | Spanje        |                                                   |
| Nikita Stalnov     | 14-09-1991    | Kazachstan    |                                                   |
| Davide Villella    | 27-06-1991    | Italië        |                                                   |
| Artjom Zacharov    | 27-10-1991    | Kazachstan    |                                                   |
| Andrej Zejts       | 14-12-1986    | Kazachstan    |                                                   |

### Stagiairs
Vanaf 1 augustus 2019
| Naam           | Geboortedatum | Nationaliteit | Vorige ploeg       |
| -------------- | ------------- | ------------- | ------------------ |
| Vadïm Pronskïy | 04-06-1998    | Kazachstan    | Vino-Astana Motors |

### Vertrokken
| Naam                | Geboortedatum | Nationaliteit | Ploeg 2019                 |
| ------------------- | ------------- | ------------- | -------------------------- |
| Oscar Gatto         | 01-01-1985    | Italië        | BORA-hansgrohe             |
| Jesper Hansen       | 23-10-1990    | Denemarken    | Cofidis                    |
| Andrij Hryvko       | 07-08-1983    | Oekraïne      | ?                          |
| Tanel Kangert       | 11-03-1987    | Estland       | Team EF Education First    |
| Truls Engen Korsæth | 16-09-1993    | Denemarken    | gestopt                    |
| Riccardo Minali     | 19-04-1995    | Italië        | Israel Cycling Academy     |
| Moreno Moser        | 25-12-1990    | Italië        | Nippo-Vini Fantini-Faizanè |
| Baqtïyar Qojatajev  | 28-03-1992    | Kazachstan    | gestopt                    |
| Roeslan Tleoebajev  | 07-03-1987    | Kazachstan    | gestopt                    |
| Sergej Tsjernetski  | 09-04-1990    | Rusland       | Caja Rural-Seguros RGA     |
| Michael Valgren     | 07-02-1992    | Denemarken    | Team Dimension Data        |

## Overwinningen
| Nationale kampioenschappen wielrennen Kazachstan - tijdrit: Aleksej Loetsenko Kazachstan - wegrit: Aleksej Loetsenko Ronde van Valencia Eindklassement: Jon Izagirre Ploegenklassement: *1) Ronde van Murcia 1e etappe: Peio Bilbao 2e etappe: Luis Léon Sanchez Eindklassement: Luis Léon Sanchez Puntenklassement: Luis Léon Sanchez Bergklassement: Jakob Fuglsang Ploegenklassement: *2) Ronde van de Provence Eindklassement Gorka Izagirre Tour Colombia Eindklassement: Miguel Ángel López Jongerenklassement: Miguel Ángel López Ronde van Oman 2e etappe: Aleksej Loetsenko 3e etappe: Aleksej Loetsenko 5e etappe: Aleksej Loetsenko Eindklassement: Aleksej Loetsenko Puntenklassement: Aleksej Loetsenko Ruta del Sol Eindklassement Jakob Fuglsang Ploegenklassement: *3) | Ronde van Rwanda 2e etappe: Merhawi Kudus 3e etappe: Merhawi Kudus 8e etappe: Rodrigo Contreras Eindklassement: Merhawi Kudus Parijs-Nice 4e etappe Magnus Cort 8e etappe Jon Izagirre Tirreno-Adriatico 4e etappe Aleksej Loetsenko 5e etappe Jakob Fuglsang Bergklassement Aleksej Loetsenko Ronde van Catalonië 4e etappe: Miguel Ángel López Eindklassement: Miguel Ángel López Jongerenklassement: Miguel Ángel López Ronde van het Baskenland Eindklassement: Jon Izagirre Luik-Bastenaken-Luik Jakob Fuglsang Ronde van Italië 7e etappe: Peio Bilbao 15e etappe: Dario Cataldo 20e etappe: Peio Bilbao Jongerenklassement: Miguel Ángel López Ronde van Californië Bergklassement: Davide Ballerini | Critérium du Dauphiné Eindklassement: Jakob Fuglsang Ploegenklassement: *4) Ronde van Zwitserland 2e etappe: Luis Léon Sánchez Arctic Race of Norway Eindklassement: Aleksej Loetsenko Puntenklassement: Aleksej Loetsenko Ploegenklassement: *5) Ronde van Spanje 1e etappe (TTT): *6) 16e etappe: Jakob Fuglsang Ronde van Almaty Eindklassement: Ywrïy Natarov Ronde van Duitsland Bergklassement: Magnus Cort Coppa Sabatini Aleksej Loetsenko Memorial Marco Pantani Aleksej Loetsenko Ronde van Kroatië 3e etappe: Jevgenïy Gïdïç Jongerenklassement: Vadïm Pronskïy Ploegenklassement: *7) |

*1) Ploeg Ronde van Valencia: Bilbao, Cort, Fraile, Houle, I. Izagirre, Kudus, Sánchez
*2) Ploeg Ronde van Murcia: Bilbao, Cataldo, Fraile, Fuglsang, Natarov, Sánchez
*3) Ploeg Ruta del Sol: Bilbao, Cataldo, De Vreese, Fuglsang, Sánchez, Zejts
*4) Ploeg Critérium du Dauphiné: Ballerini, Bohórquez, Cort, Fuglsang, Houle, G. Izagirre, Loetsenko
*5) Ploeg Arctic Race of Norway: Cort, Fominykh, Gregaard, Houle, Loetsenko, Natarov
*6) Ploeg Ronde van Spanje: Boaro, Cataldo, Fraile, Fuglsang, G. Izagirre, J. Izagirre, López, Sánchez
*7) Ploeg Ronde van Kroatië: Bïjigitov, Fominykh, Gïdïç, Natarov, Pronskïy, Villella, Zejts
2005 · 2006 · 2007 · 2008 · 2009 · 2010 · 2011 · 2012 · 2013 · 2014 · 2015 · 2016 · 2017 · 2018 · 2019 · 2020 · 2021 · 2022 · 2023 · 2024 · 2025
AG2R-La Mondiale · Astana Pro Team · Bahrain-Merida · BORA-hansgrohe · CCC Team · Deceuninck–Quick-Step · EF Education First · Groupama-FDJ · Lotto Soudal · Mitchelton-Scott · Movistar Team · Team Dimension Data · Team Jumbo-Visma · Team Katjoesja Alpecin · Team INEOS (Team Sky) · Team Sunweb · Trek-Segafredo · UAE Team Emirates